# نعمان الفهري
نعمان الفهري ولد في 8 يونيو 1965 في الميدة، هو مهندس وسياسي تونسي.

## السيرة الذاتية

### الدراسات
زاول نعمان الفهري تعليمه الثانوي في منزل تميم، وتحصل على شهادة الباكالوريا في 1984. تمكن بعدها من الحصول على منحة وطنية للدراسة في الخارج. تحصل على الإجازة في الفيزياء من جامعة بيير وماري كوري في 1989، وعلى شهادة دراسات معمقة في فيزياء الأرض من المعهد الفرنسي للبترول في 1992.

### المسار المهني
أسس في يناير 2010 في تونس مكتب استشارات دولي في مجال التكنولوجيا، مع خبرة في التصرف وتنمية الشركات في مجالات تكنولوجيا المعلومات والاتصالات والبنوك والطاقة. تحمل أيضا عدة مسؤوليات إدارية في شركات شلمبرجير وكيه بي إم جي وأتوس، بالإضافة إلى إدارة عدة فروع شركات عالمية في فرنسا وأندونيسيا وسنغفورة والسويد والمملكة المتحدة وتونس وليبيا والجزائر.

### المسار السياسي
بعد الثورة التونسية، أصبح منسق حزب آفاق تونس في 2011. شارك في انتخابات 23 أكتوبر 2011 وفاز بمقعد في المجلس الوطني التأسيسي ممثلا لحزبه في دائرة نابل الأولى الانتخابية. بعد ذلك أعيد انتخابه في مجلس نواب الشعب إثر مشاركته في الانتخابات التشريعية التونسية 2014.
استقال من منصبه النيابي إثر تعيينه في 6 فبراير 2015 في منصب وزير تكنولوجيات الاتصال والاقتصاد الرقمي في حكومة الحبيب الصيد. بقي على رأس الوزارة حتى 27 أغسطس 2016.

## الحياة الخاصة
نعمان الفهري متزوج وأب لثلاثة أطفال.